# Koharu Itagaki
Koharu Itagaki (japanisch コハル・イタガキ; * 27. Januar 2010) ist eine deutsch-japanische Tischtennisspielerin. Sie spielt für den TSV Dachau und kommt in der Tischtennis-Bundesliga zum Einsatz.

## Familie und Karriere
Itagaki entstammt einer Tischtennis-affinen Familie, die 2016 aus Japan nach Deutschland kam, wo ihr Vater Koji als Cheftrainer beim Bundesligisten TSV Bad Königshofen tätig ist. Ihre Mutter Shinobu und ihre Brüder Akito und Kazuto sind ebenfalls im Tischtennis aktiv; ihr Heimatverein ist der TSV Bad Königshofen.
Gemeinsam mit ihrer Mutter spielte sie 2021/22 für den TSV 1860 Bad Rodach in der Oberliga Bayern und schaffte mit dem Team den Aufstieg in die Regionalliga. Zur Saison 2022/23 wechselte sie zum SV Schott Jena in die 2. Bundesliga und trug wiederum zum Aufstieg bei. Am 24. September debütierte Itagaki mit 13 Jahren gegen den TTC 1946 Weinheim in der 1. Bundesliga. Im März 2024 wurde Itagakis Wechsel zum TSV Dachau zur Saison 2024/25 bekannt gegeben, da der SV Schott Jena sich aus der ersten Liga zurückzieht.

### Nationalmannschaft
Itagaki gehört seit Januar 2022 dem Kader der Junioren-Nationalmannschaft an.
Bei den Jugend-Europameisterschaften 2023 in Gliwice gewann Itagaki zusammen mit Josephina Neumann die U15-Titel („Schüler“) in Doppel und Mannschaft. Bei den Jugend-Weltmeisterschaften Ende des Jahres gewann sie Bronze mit derselben Doppelpartnerin.

## Erfolge

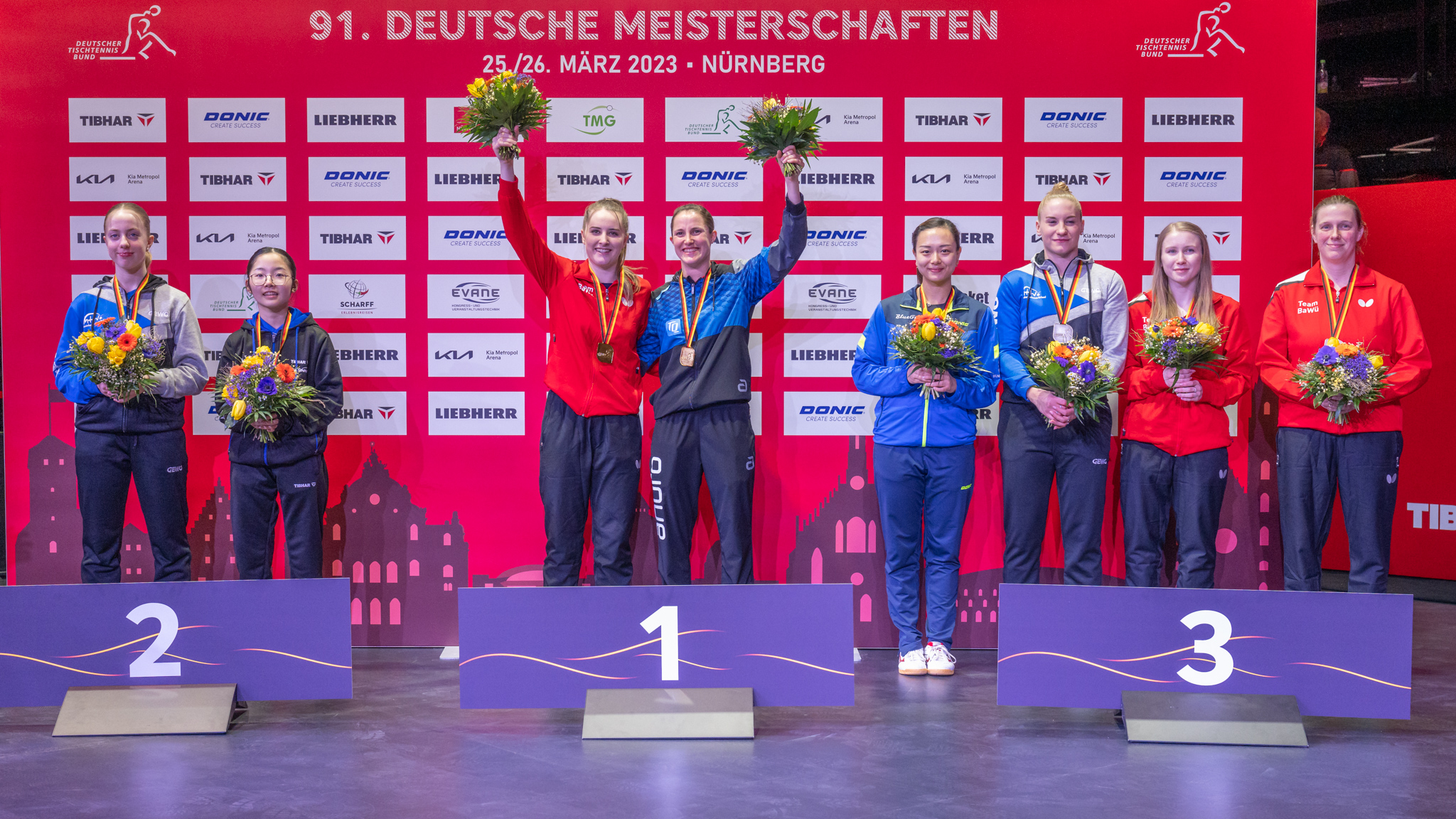
Siegerehrung bei den Deutschen Tischtennis-Meisterschaften 2023 (Doppel; links: Neumann und Itagaki)

- 1. Platz, mini-Meisterschaften 2018
- 1. Platz, Deutsche U15-Meisterschaft 2022 im Mixed und Doppel
- 2. Platz, Deutsche Meisterschaft 2023 im Doppel (mit Josephina Neumann)
- 1. Platz, U15-Europameisterschaften 2023 im Doppel (mit Josephina Neumann) und im Team
- 3. Platz, U15-Weltmeisterschaften 2023 im Doppel (mit Josephina Neumann)
- 1. Platz, Deutsche Meisterschaft 2024 im Mixed (mit Daniel Rinderer)
- 2. Platz, Europe Top 10 U15
- 1. Platz WTT Youth Star Contender Doha 2024 und 2025
- 1. Platz Einzel, 2. Platz Doppel (mit Josephina Neumann), 2. Platz Mixed (mit Lukas Wang) in der U15 bei der Jugend-EM 2025 in Ostrava